# Sd.Kfz. 221
De Sd.Kfz. 221 is een Duitse pantserwagen die gebruikt is door nazi-Duitsland tijdens de Tweede Wereldoorlog.

## Geschiedenis
Met de ontwikkeling van het voertuig werd in 1934 een start gemaakt door de Duitse firma Eisenwerke Weserhütte AG. Als basis werd het chassis van een Horch 801 personenwagen gebruikt. Op dit chassis werden pantserplaten gelast. Door de scherpe hoeken van de constructie duurde de bouw van het voertuig lang. In 1936 werden de eerste voertuigen in actieve dienst bij de verkenningseenheden van het leger opgenomen. In totaal zijn er circa 340 eenheden geproduceerd.
Bij het uitbreken van de Tweede Wereldoorlog was het voertuig al verouderd. In het terrein kwam het voertuig moeilijk vooruit, het bood onvoldoende bescherming tegen vijandelijk vuur en de bewapening was te licht. Ondanks aanpassingen werden de meeste voertuigen rond 1943 uit de actieve dienst teruggetrokken.

## Beschrijving
Het bestaat uit het basismodel van de Duitse 'Leichter Panzerspähwagen' (Nederlands: 'Licht gepantserd verkenningsvoertuig'), een pantserwagen bestaande uit het sPkw I Horch 801-chassis, met daarboven een veelhoekige, gepantserde metaalconstructie. Boven op dit basismodel zit één enkel MG34 7,92 mm middelzwaar machinegeweer. In de eerdere varianten was het pantser 8 mm dik, later werd dit 14,5 mm. De bemanning bestaat uit twee personen, met de chauffeur voorin en de commandant/schutter in de toren in het midden van het voertuig. De toren is open maar kon worden afgeschermd met een gaas om te voorkomen dat handgranaten naar binnen werden geworpen. De motor, een achtcilinder benzine- of dieselmotor, is achter in het voertuig geplaatst. Door het gebrek aan binnenruimte ontbreekt een radio. Het voertuig heeft vierwielaandrijving.

## Varianten
Er bestaat ook nog een variant, met in plaats van een MG34 een 2.8 cm sPzB 41 antitankkanon. De officiële benaming van deze variant is 'Sd.Kfz. 221 mit 2.8 cm'.

## Varia
Het Sovjetleger had in 1941 een exemplaar buitgemaakt dat in september bij de ontwerpers van de BA-64 werd afgeleverd. Op basis van de GAZ-64 jeep waren de ontwerpers A. Lependin en G. M. Vassermann begonnen met de ontwikkeling van deze lichte pantserwagen. Bepaalde kenmerken van de Sd.Kfz. 221 zijn derhalve in dit voertuig terug te vinden.